# Acústico (álbum de Detonautas Roque Clube)
Acústico é o primeiro álbum ao vivo e o segundo DVD dos Detonautas Roque Clube, lançado em 11 de agosto de 2009 pela Sony Music, sendo o último lançamento do grupo pela gravadora. Gravado em 28 de abril de 2009 no Pólo de Cine e Vídeo do Rio de Janeiro, o acústico dos Detonautas, que marca a entrada do guitarrista Phil Machado no grupo, que até então era roadie do ex-guitarrista Rodrigo Netto, expõe a excelência instrumental da banda e dá chance a boas músicas como "Sonhos Verdes", ofuscadas pelo peso da tragédia e do som do disco mais ousado do grupo, Psicodeliamorsexo&distorção, lançado em 2006.
Antes de seu lançamento oficial, adiado várias vezes, o single "O Inferno São os Outros" virou um grande sucesso nas rádios. O disco também contém versões das músicas "Até Quando Esperar", da banda Plebe Rude, e "Mais Uma Vez", de Renato Russo e Flávio Venturini.
O projeto de luz do espetáculo foi desenvolvido por Césio Lima, Bruno Lima, Thiago Bonanato e Marina Marchetti. A cenografia foi criada pelas diretoras de arte Susana Lacevitz e Daniela Rodrigues, sócias da Cenografia.net, empresa especializada em cenários para shows, exposições, eventos e especiais de TV. A fotografia do DVD, dirigido por Bruno Murtinho, teve a assinatura de Dante Belutti.
Em 2023, a banda resolveu gravar um segundo álbum acústico, em comemoração aos seus 20 anos de carreira, intitulado 20 Anos - Acústico. Neste, foram repetidas 7 músicas do primeiro acústico: "O Retorno de Saturno", "O Dia Que Não Terminou", "Olhos Certos", "Quando o Sol Se For", "Só por Hoje", "Outro Lugar" e "Você Me Faz Tão Bem", porém com novas roupagens.

## Faixas
| CD             |                                      |                                              |                                          |         |  |
| N.º            | Título                               | Letras                                       | Álbum original                           | Duração |  |
| 1.             | "O Retorno de Saturno"               | Tico Santa Cruz                              | O Retorno de Saturno (2008)              | 3:51    |  |
| 2.             | "Sonhos Verdes"                      | Tico Santa Cruz, Renato Rocha                | Psicodeliamorsexo&distorção (2006)       | 3:42    |  |
| 3.             | "O Dia Que Não Terminou"             | Tico Santa Cruz                              | Roque Marciano (2004)                    | 4:13    |  |
| 4.             | "O Amanhã"                           | Tico Santa Cruz, Renato Rocha, Rodrigo Netto | Roque Marciano (2004)                    | 3:31    |  |
| 5.             | "Nem Me Lembro Mais"                 | Tico Santa Cruz                              | Detonautas Roque Clube (2002)            | 3:32    |  |
| 6.             | "Olhos Certos"                       | Tico Santa Cruz                              | Detonautas Roque Clube (2002)            | 4:07    |  |
| 7.             | "Dia Comum"                          | Tico Santa Cruz, Rodrigo Netto               | Psicodeliamorsexo&distorção (2006)       | 3:41    |  |
| 8.             | "Até Quando Esperar"                 | Philippe Seabra                              | O Concreto Já Rachou (Plebe Rude) (1986) | 4:05    |  |
| 9.             | "Quando o Sol Se For"                | Tico Santa Cruz                              | Detonautas Roque Clube (2002)            | 3:24    |  |
| 10.            | "O Inferno São os Outros"            | Tico Santa Cruz                              | Inédita                                  | 3:31    |  |
| 11.            | "Só Nós Dois"                        | Tico Santa Cruz                              | Inédita                                  | 2:51    |  |
| 12.            | "Só por Hoje / Tênis Roque" (medley) | Tico Santa Cruz                              | Roque Marciano (2004)                    | 4:37    |  |
| 13.            | "Outro Lugar"                        | Tico Santa Cruz, Rodrigo Netto               | Detonautas Roque Clube (2002)            | 3:56    |  |
| 14.            | "Você Me Faz Tão Bem"                | Tico Santa Cruz                              | Psicodeliamorsexo&distorção (2006)       | 4:14    |  |
| Duração total: | Duração total:                       | Duração total:                               | Duração total:                           | 53:22   |  |

| DVD            |                                      |                                              |                                          |         |  |
| N.º            | Título                               | Letras                                       | Álbum original                           | Duração |  |
| 1.             | "O Retorno de Saturno"               | Tico Santa Cruz                              | O Retorno de Saturno (2008)              | 3:51    |  |
| 2.             | "Sonhos Verdes"                      | Tico Santa Cruz, Renato Rocha                | Psicodeliamorsexo&distorção (2006)       | 3:42    |  |
| 3.             | "O Dia Que Não Terminou"             | Tico Santa Cruz                              | Roque Marciano (2004)                    | 4:13    |  |
| 4.             | "O Amanhã"                           | Tico Santa Cruz, Renato Rocha, Rodrigo Netto | Roque Marciano (2004)                    | 3:37    |  |
| 5.             | "Nem Me Lembro Mais"                 | Tico Santa Cruz                              | Detonautas Roque Clube (2002)            | 3:32    |  |
| 6.             | "Olhos Certos"                       | Tico Santa Cruz                              | Detonautas Roque Clube (2002)            | 4:07    |  |
| 7.             | "Tô Aprendendo a Viver sem Você"     | Tico Santa Cruz                              | Roque Marciano (2004)                    | 3:33    |  |
| 8.             | "Dia Comum"                          | Tico Santa Cruz, Rodrigo Netto               | Psicodeliamorsexo&distorção (2006)       | 3:41    |  |
| 9.             | "Até Quando" (poesia)                | Igor Cotrim                                  |                                          | 1:36    |  |
| 10.            | "Até Quando Esperar"                 | Philippe Seabra                              | O Concreto Já Rachou (Plebe Rude) (1986) | 4:05    |  |
| 11.            | "Quando o Sol se For"                | Tico Santa Cruz                              | Detonautas Roque Clube (2002)            | 3:24    |  |
| 12.            | "O Inferno São os Outros"            | Tico Santa Cruz                              | Inédita                                  | 3:31    |  |
| 13.            | "Verdades do Mundo"                  | Tico Santa Cruz                              | O Retorno de Saturno (2008)              | 3:35    |  |
| 14.            | "Tudo Que Falei Dormindo"            | Rodrigo Netto                                | Psicodeliamorsexo&distorção (2006)       | 4:48    |  |
| 15.            | "Mais Uma Vez"                       | Renato Russo, Flávio Venturini               | Sete (14 Bis) (1987)                     | 3:52    |  |
| 16.            | "Ex-Poesia" (poesia)                 | Betina Kopp                                  |                                          | 0:53    |  |
| 17.            | "Só Nós Dois"                        | Tico Santa Cruz                              | Inédita                                  | 2:51    |  |
| 18.            | "Só por Hoje / Tênis Roque" (medley) | Tico Santa Cruz                              | Roque Marciano (2004)                    | 4:37    |  |
| 19.            | "Outro Lugar"                        | Tico Santa Cruz, Rodrigo Netto               | Detonautas Roque Clube (2002)            | 3:56    |  |
| 20.            | "Você Me Faz Tão Bem"                | Tico Santa Cruz                              | Psicodeliamorsexo&distorção (2006)       | 4:14    |  |
| Duração total: | Duração total:                       | Duração total:                               | Duração total:                           | 67:38   |  |

## Ficha técnica

### Detonautas Roque Clube
- Tico Santa Cruz: voz e violão
- Renato Rocha: violões de 6 e 12 cordas, guitarra semiacústica, eBow, piano e vocal de apoio
- Tchello: baixo
- Fábio Brasil: bateria
- DJ Cléston: percussão e pickups
- Phil Machado: violão, slide guitar e vocal de apoio

### Músicos de apoio
- Iura Ranevsky: violoncelo
- José Alves da Silva: violino
- Jesuína Passaroto: viola
- Marcelo Sussekind: violão, eBow e slide guitar
- Sérgio Villarim: piano, órgão Hammond, Fender Rhodes, xilofone e vocal de apoio

### Voluntários da Pátria
- Igor Cotrim: poesia "Até Quando?"
- Betina Kopp: poesia "Ex-Poesia"